# Natalia Shikolenko
Natalia Shikolenko (Andijon, RSS de Uzbekistán; 1 de agosto de 1964-Gelendzhik, Rusia; 15 de mayo de 2025) fue una atleta bielorrusa, especializada en la prueba de lanzamiento de jabalina en la que llegó a ser campeona mundial en 1993.

## Carrera deportiva
En el Mundial de Stuttgart 1993 ganó la medalla de bronce en el lanzamiento de jabalina, con una marca de 65,64 metros, quedando tras la noruega Trine Hattestad (oro con 69,18 metros) y la alemana Karen Forkel (plata con 65.,m).
Dos años después, en el Mundial de Gotemburgo 1995 ganó el oro, con un lanzamiento de 67,56 metros.
Su hermana Tatiana Shikolenko también fue lanzadora de jabalina, primero representó a Bielorrusia pero pasó a representar a Rusia en 1996.